# Damfyran
Damfyran (finska: Naisten Nelonen) är den femte högsta nivån i fotboll för damer i Finland, likaså den lägsta.

## Helsingfors och Nyland
Varje säsong delas in i två omgångar, vårsäsongen och höstsäsongen, vilka båda innehåller fyra grupper med åtta lag vardera. När vårsäsongen är avklarad fördelas grupperna om, så att de två bästa i varje grupp till hösten spelar i grupp 1, trean och fyran i grupp 2, femman och sexan i grupp 3 samt sjuan och åttan i grupp 4. De två bäst placerade lagen i höstsäsongens grupp 1 kvalificerar sig för spel i Damtrean.

## Vasa
Serien består av sex lag, vilka möter varandra tre gånger. Seriesegraren avancerar till Damtrean.